# اسماعیل باراگان
اسماعیل باراگان (انگلیسی: Ismael Barragán؛ زادهٔ ۶ فوریهٔ ۱۹۸۶) بازیکن فوتبال اهل اسپانیا است.
از باشگاه‌هایی که در آن بازی کرده‌است می‌توان به باشگاه فوتبال اکسترمادورا و باشگاه فوتبال خرز اشاره کرد.